# Armand Duplantis
Armand „Mondo” Duplantis (ur. 10 listopada 1999 w Lafayette) – szwedzko-amerykański lekkoatleta specjalizujący się w skoku o tyczce.
Dwukrotny mistrz olimpijski (2021, 2024), dwukrotny złoty medalista mistrzostw świata (2022, 2023) oraz trzykrotny mistrz Europy (2018, 2022, 2024), halowy mistrz Europy (2021), trzykrotny halowy mistrz świata (2022, 2024, 2025). Dwukrotnie zdobywał medale mistrzostw świata juniorów, był też mistrzem świata juniorów młodszych. Mistrz NCAA oraz reprezentant Szwecji w tradycyjnym meczu lekkoatletycznym przeciwko Finlandii, Finnkampen. Jest absolutnym rekordzistą świata w skoku o tyczce z wynikiem 6,29 oraz posiadaczem najlepszego w historii wyniku w hali – 6,27.
Pochodzi z usportowionej rodziny. W przeszłości skok o tyczce uprawiał także jego ojciec – Amerykanin Greg Duplantis. Z kolei matka Helena (z domu Hedlund) pochodzi ze Szwecji, w młodości uprawiała siedmiobój lekkoatletyczny, reprezentowała swój kraj podczas mistrzostw Europy juniorów w Schwechat (1983). Skok o tyczce trenował także jego starszy brat Andreas (ur. 1993).
Jego idolem i mentorem jest Renaud Lavillenie. W młodości Duplantis miał w pokoju plakat z autografem ówczesnego rekordzisty świata w skoku o tyczce, którego poznał mając 13 lat. Złoty medalista Igrzysk w Paryżu w 2024 r. 25 sierpnia 2024 roku podczas Diamentowej Ligi w Chorzowie ustanowił rekord świata z wynikiem 6.26.

## Życiorys

### Początki
W ogrodzie rodzinnego domu znajdowała się skocznia, a będąc dzieckiem Armand Duplantis korzystał z niej od najmłodszych lat. Mając 7 lat korzystał ze specjalnie przygotowanych dla niego tyczek i chciał rywalizować w zawodach. Już 3 lata wcześniej, mając zaledwie 4 lata, marzył o poprawieniu rekordu świata. Ustanawiał najlepsze wyniki w historii 7-latków (2,33) i 12-latków (3,97). W lipcu 2015 roku, mając zaledwie 15 lat, został w Cali (Kolumbia) mistrzem świata juniorów młodszych, z wynikiem 5,30 ustanawiając rekord zawodów.

### 2016–2019
Sezon 2016 rozpoczął od startów halowych, w których trzykrotnie poprawiał najlepszy wynik na świecie w kategorii U18, doprowadzając go do poziomu 5,49. Latem ustanowił rekord życiowy 5,51, a na mistrzostwach świata juniorów, rozegranych na stadionie im. Zdzisława Krzyszkowiaka w Bydgoszczy, zdobył brązowy medal skacząc 5,45.
11 lutego 2017 roku podczas Millrose Games pobił rekord świata juniorów skacząc 5,75. Dokładnie miesiąc później, także w Nowym Jorku poprawił ten wynik osiągając 5,82 – a 1 kwietnia, startując już na stadionie – uzyskał 5,90. W lipcu 2017 zdobył dla Szwecji złoty medal mistrzostw Europy juniorów, a w sierpniu był dziewiąty podczas lekkoatletycznych mistrzostw świata w Londynie.
25 lutego 2018 roku podczas zawodów w Clermont-Ferrand, organizowanych przez ówczesnego rekordzistę świata Renauda Lavilleniego, wynikiem 5,88 ustanowił halowy rekord świata juniorów. Podczas halowych mistrzostw świata w Birmingham zajął siódme miejsce. Po powrocie do USA 31 marca w Austin z wynikiem 5,92 i 5 maja w Baton Rouge z rezultatem 5,93 poprawiał rekord świata juniorów. 14 lipca w Tampere (Finlandia) został mistrzem świata juniorów. Miesiąc później, 12 sierpnia, niespodziewanie został w Berlinie mistrzem Europy ustanawiając rekord zawodów wynikiem 6,05 m.
11 maja 2019 podczas lokalnych mistrzostw National Collegiate Athletic Association w Fayetteville (Arkansas) uzyskał wynik 6,00. Na początku czerwca 2019 roku zrezygnował ze studiów na Uniwersytecie Stanu Luizjana, ponieważ nie mógł łączyć nauki z zawodowym uprawianiem sportu. Latem startował już w komercyjnych mityngach Diamentowej Ligi, a 24 sierpnia podczas tradycyjnego meczu Szwecji z Finlandią na stadionie olimpijskim w Sztokholmie ponownie uzyskał wynik 6,00. W związku z przygotowaniami do startu w tym wydarzeniu zrezygnował z reprezentowania Szwecji podczas superligi drużynowych mistrzostw Europy w Bydgoszczy (na początku sierpnia). Na początku września wygrał konkurs skoku o tyczce podczas meczu Europy z USA w Mińsku, a 1 października sięgnął po srebrny medal mistrzostw świata w Dosze.

### od 2020
Sezon 2020 rozpoczął od startu na mityngu w Düsseldorfie, gdzie uzyskał wynik 6,00 i atakował rekord świata. 8 lutego 2020 roku w Toruniu podczas mityngu Orlen Copernicus Cup, zaliczanego do World Athletics Indoor Tour, po raz pierwszy pobił rekord świata, skacząc w drugiej próbie 6,17. Tydzień później w Glasgow poprawił własny rekord, skacząc w pierwszej próbie 6,18. 19 lutego w Liévin skoczył 6,07, a 23 lutego w Clermont-Ferrand 6,01 – w obu tych konkursach atakował także poprzeczkę zawieszoną na wysokości 6,19. Sezon halowy zakończył z dorobkiem wszystkich startów z wynikami ponad 6,00 – dokonał tego jako pierwszy tyczkarz w historii.

## Osiągnięcia

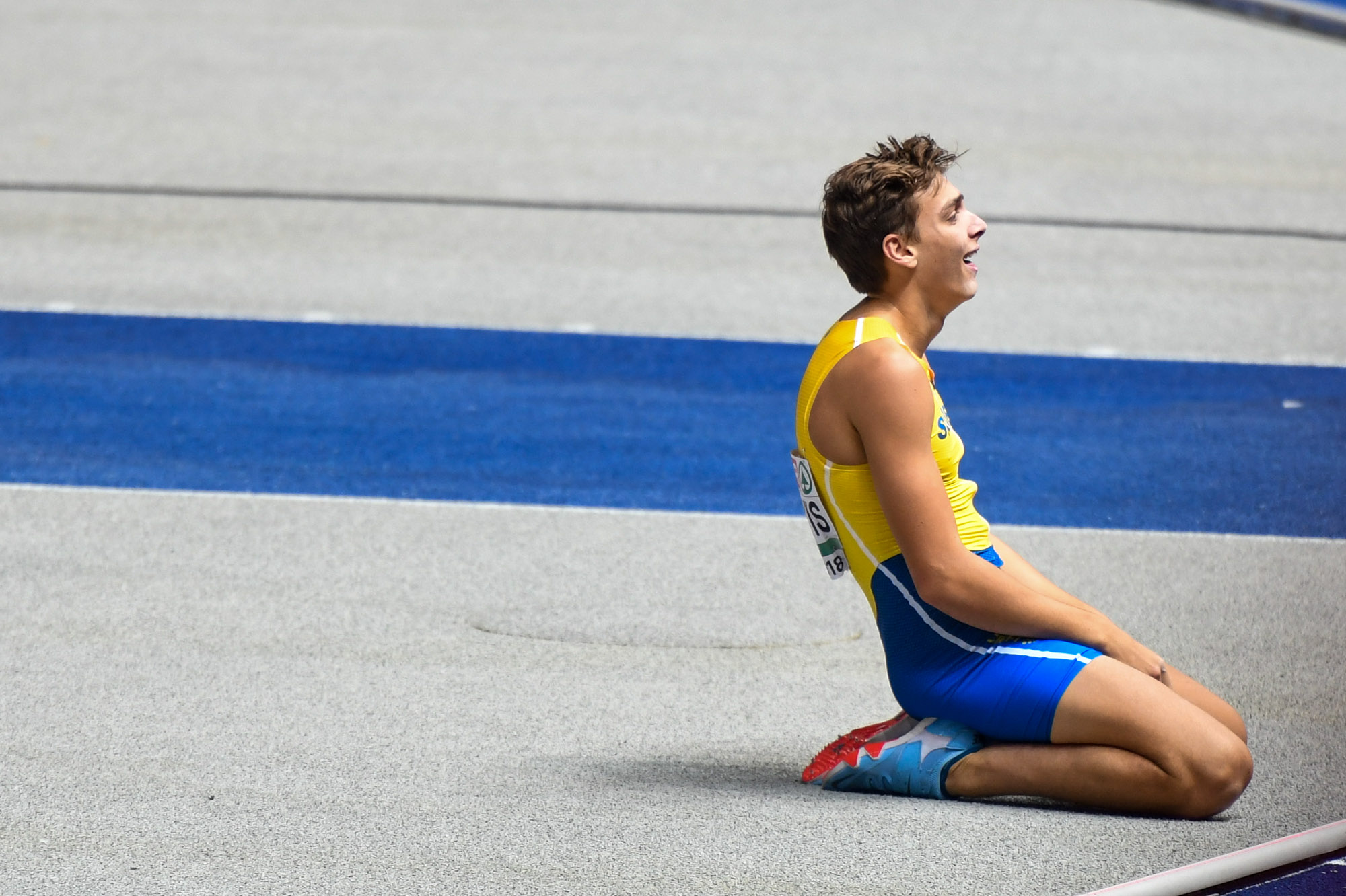
Armand Duplantis po zwycięstwie w mistrzostwach Europy w Berlinie (2018)

| Rok  | Impreza                               | Miejsce    | Pozycja    | Wynik |
| ---- | ------------------------------------- | ---------- | ---------- | ----- |
| 2015 | Mistrzostwa świata juniorów młodszych | Cali       | 1. miejsce | 5,30  |
| 2016 | Mistrzostwa świata juniorów           | Bydgoszcz  | 3. miejsce | 5,45  |
| 2017 | Mistrzostwa Europy juniorów           | Grosseto   | 1. miejsce | 5,65  |
| 2017 | Mistrzostwa świata                    | Londyn     | 9. miejsce | 5,50  |
| 2018 | Halowe mistrzostwa świata             | Birmingham | 7. miejsce | 5,70  |
| 2018 | Mistrzostwa świata juniorów           | Tampere    | 1. miejsce | 5,82  |
| 2018 | Mistrzostwa Europy                    | Berlin     | 1. miejsce | 6,05  |
| 2019 | Mecz Europa – USA                     | Mińsk      | 1. miejsce | 5,85  |
| 2019 | Mistrzostwa świata                    | Doha       | 2. miejsce | 5,97  |
| 2021 | Halowe mistrzostwa Europy             | Toruń      | 1. miejsce | 6,05  |
| 2021 | Igrzyska olimpijskie                  | Tokio      | 1. miejsce | 6,02  |
| 2022 | Halowe mistrzostwa świata             | Belgrad    | 1. miejsce | 6,20  |
| 2022 | Mistrzostwa świata                    | Eugene     | 1. miejsce | 6,21  |
| 2022 | Mistrzostwa Europy                    | Monachium  | 1. miejsce | 6,06  |
| 2023 | Mistrzostwa świata                    | Budapeszt  | 1. miejsce | 6,10  |
| 2024 | Halowe mistrzostwa świata             | Glasgow    | 1. miejsce | 6,05  |
| 2024 | Mistrzostwa Europy                    | Rzym       | 1. miejsce | 6,10  |
| 2024 | Igrzyska olimpijskie                  | Paryż      | 1. miejsce | 6,25  |
| 2025 | Halowe mistrzostwa świata             | Nankin     | 1. miejsce | 6,15  |

## Rekordy życiowe
| Typ     | Wynik | Data             | Miejsce          | Zawody                                                         | Uwagi                             |
| ------- | ----- | ---------------- | ---------------- | -------------------------------------------------------------- | --------------------------------- |
| stadion | 6,29  | 12 sierpnia 2025 | Budapeszt        | Gyulai István Memorial (World Athletics Continental Gold Tour) | absolutny rekord świata           |
| hala    | 6,27  | 28 lutego 2025   | Clermont-Ferrand | All Star Perche (World Athletics Indoor Tour)                  | najlepszy w historii wynik w hali |